# Megaupload
Megaupload е сайт за файл хостинг, чиито сървъри са разположени в Хонконг. Финансира се от реклами и премиални сметки (на английски: premium accounts), които позволяват по-бързо и неограничено сваляне на информация. В сайта са регистрирани 150 милиона потребители с 350 млн. посещения средно на ден.

## История
Сайтът е създаден през 2005 г. и дълго време заема 13-о място по рейтинг за най-посещавани уеб ресурси в света.

## Арести и съдебно следствие
На 19 януари 2012 г., един ден след световните протести срещу законопроектите SOPA и PIPA, сайтът Megaupload е закрит, а в Нова Зеландия четири топ мениджъри са арестувани във връзка с разследване дейността на сайта. Сред арестуваните са: основателят на Megaupload Ким Дотком (истинско име – Ким Шмитц), директорът по маркетинг на интернет услугата Фин Батато, техническият директор и съосновател на услугата Матиас Ортманн и сътрудникът на компанията – холандецът Брам ван дер Колк. На седем лица са предявени обвинения в пиратство. Дейността на сайта според мнението на северноамериканските власти е нанесло на правопритежателите на хостваните материали загуби в размер от 500 милиона щатски долара. Обвиненията са срещу две юридически компании – Megaupload Limited и Vestor Limited, които са притежатели на сайта.
Основателят на компанията Ким Дотком (известен също като Ким Тим Джим Вестор) е роден в немско-финландско семейство и има две гражданства – немско и финландско (бащата е немец, а майката финландка), израства в Германия, където още като непълнолетен става един от най-умелите хакери. Вече като пълнолетен основава компания за защита на информацията, която по-късно продава за голяма сума. В Германия Ким Дотком получава присъда за използване на инсайдерска информация. Майка му и сестра му понастоящем живеят в град Турку (Финландия). Самият Ким Дотком е арестуван в Нова Зеландия, където има жителство. Интересен е фактът, че Ким Дотком е постоянен играч в серията игри Call of Duty и до арестуването си е номер 1 в световната ранглиста Call of Duty: Modern Warfare 3 по игри в режима „Всеки сам за себе си“.
След арестите на сътрудниците на фирмата хакери от групата Anonymous се обявяват в тяхна подкрепа: Правителството изключи Megaupload? След 15 минути групата Anonymous ще изключи правителствените сайтове и тези на звукозаписните компании, – записва в своя блог един от членовете на хакерската група Anonymous. Групата веднага започва атаки на сайтовете на американското правосъдие и Universal Music.
За няколко часа са изведени от строя сайтовете на Федералната служба по безопасност, на Белия дом, на Министерството на правосъдието, на холдинга за звукозаписи Universal Music Group, американската асоциация на звукозаписните компании, американската асоциация на кинокомпаниите, американското управление за авторско право.
Хакери разпространиха следния списък от сайтове за атака:
1. Department of Justice (Justice.gov)
2. Motion Picture Association of America (MPAA.org)
3. Universal Music (UniversalMusic.com)
4. Belgian Anti-Piracy Federation (Anti-piracy.be/nl/)
5. Recording Industry Association of America (RIAA.org)
6. Federal Bureau of Investigation (FBI.gov)
7. HADOPI law site (HADOPI.fr)
8. U.S. Copyright Office (Copyright.gov)
9. Universal Music France (UniversalMusic.fr)
10. Senator Christopher Dodd (ChrisDodd.com)
11. Vivendi France (Vivendi.fr)
12. The White House (Whitehouse.gov)
13. BMI (BMI.com)
14. Warner Music Group (WMG.com)

Хостингът на Megaupload Limited е преместен в американската компания Amazon Inc., занимаваща се с онлайн продажба на DVD, CD, книги и електроника.
Според ФБР основание за арестите са плащаните парични възнаграждения на ъплоудърите, за да качват нелегално съдържание на сайта.
На 1 март 2012 г. в интервю пред 3news.co.nz Ким Дотком заявява: „Аз съм лесна цел. Моята екстравагантност, миналото ми на хакер, не съм американец, имам смешни номера на колите си. Не съм Google... „Говорят за 13 млрд. долара за година само за музика... Цялата американска музикална индустрия се оценява на 20 млрд. долара.“
За два месеца от януари до март 2012 г. след удара срещу сайта, популярността му, според класацията на Алекса, спада от 72-ро до 110-о място.